# Ioan al II-lea al Castiliei
Ioan al II-lea (n. 6 martie 1405, Toro, Coroana Castiliei – d. 21 iulie 1454, Valladolid, Coroana Castiliei) a fost regele Castiliei din 1406 până în 1454. A fost fiul lui Henric al III-lea al Castiliei și a soției sale, Caterina de Lancaster, fiica lui Ioan de Gaunt, Duce de Lancaster.
El l-a succedat pe tatăl său pe 25 decembrie 1406, la vârsta de un an și zece luni. Mama sa, Caterina și unchiul său, Ferdinand, au fost co-regenți în timpul minorității sale. Când Ferdinand a murit în 1416, mama sa a fost regent unic până când a murit în 1418.
A fost una dintre cele mai mari nenorociri a Castiliei ca domnia sa lungă, de 49 de ani, a trebuit să fie acceptată de unul dintre cei mai puțini capabili regi. Ioan a fost amabil, slab și dependent de cei din jurul său. Nu avea nici un interes în afară de distracții, cum ar fi vânătorile și turneele.
El a fost în întregime sub influența favoritului său, Álvaro de Luna, până la a doua sa soție, Isabella din Portugalia, care a obținut controlul asupra voinței sale slabe. La îndemnul ei, el l-a respins pe preferatul și credinciosul său prieten, un act care a provocat multe remușcări. El a murit la 20 iulie 1454, la Valladolid.
Ioan al II-lea a declarat legile Valladolid, care au restricționat activitatea socială a evreilor. Printre cele mai notabile prevederi a fost, sublinierea evreilor care trebuiau să poarte haine distinctive și le-a interzis să dețină funcții de administrare. 